# Armee-Aufklärungsdetachement 10

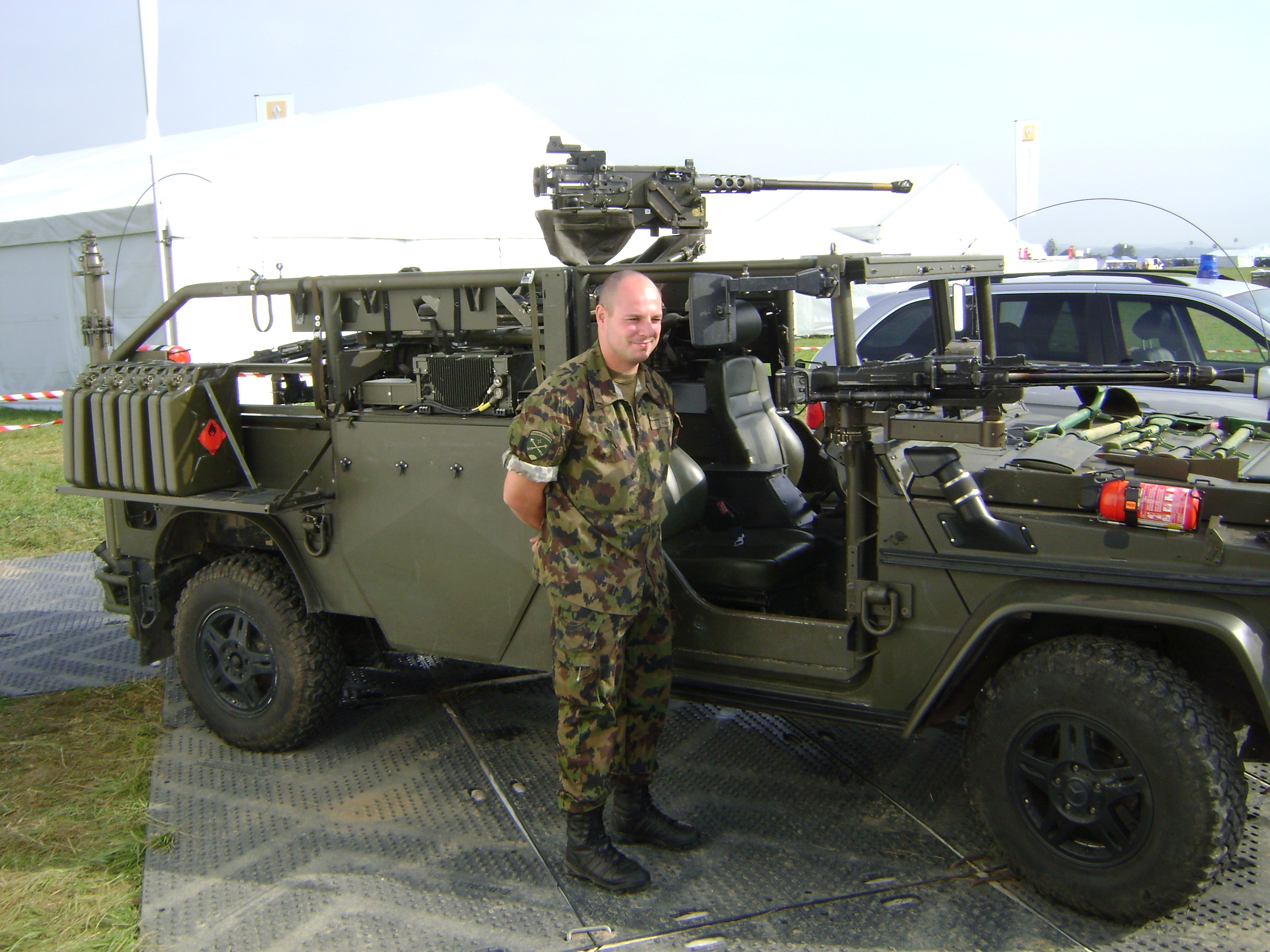
Leichtes Aufklärungs- und Unterstützungsfahrzeug LAUF

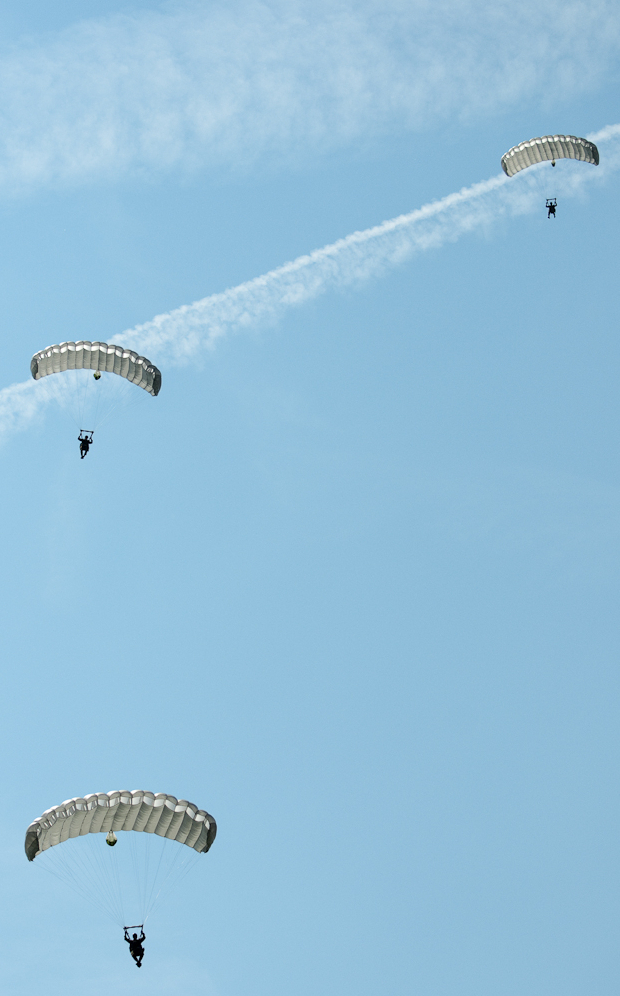
Fallschirm-Spezialisten

Das Armee-Aufklärungsdetachement 10, kurz AAD 10 (französisch: Détachement de reconnaissance de l’armée 10, kurz DRA 10; italienisch: Distaccamento d’esplorazione dell’esercito 10, kurz DEE 10), ist eine 2004 aufgestellte Spezialeinheit der Schweizer Armee mit einer Stärke von rund 90 Soldaten. Die Elite-Einheit ist als Berufsformation eine Kern-Komponente des Kommandos Spezialkräfte (KSK).

## Auftrag und Einsatzprofil
Die Einheit hat folgende Einsatzprofile:
- Beschaffung von Schlüsselinformationen
- Schutz von Truppen, Personen und Einrichtungen bei erhöhter Gefährdungslage
- Rückführung von Schweizer Bürgern aus Krisenlagen im Ausland
- Offensive Aktionen im Rahmen der Raumsicherung und Verteidigung

Als Teil des Kommandos Spezialkräfte (KSK), der strategischen Einsatzkräfte des Bundesrates für Krisen im Ausland, ist das AAD 10 auf Einsätze im Ausland in einem Umfeld ohne staatliche Strukturen ausgerichtet. Zu seinen Aufgaben gehören: Nachrichtenbeschaffung; Schutz von Personen, Sachen und Objekten; Rettung, Befreiung und Rückführung von Personen; Sicherheitsberatung und militärische Assistenz.
Die Auslandeinsätze, die der politischen Kontrolle der Sicherheitspolitischen und der Aussenpolitischen Kommissionen der Bundesversammlung unterstehen und über die in der Regel aus Sicherheitsgründen nicht öffentlich informiert wird, haben in den Medien auch schon zu Spekulationen geführt.

## Organisation
Das AAD 10 verfügt unter anderem über folgende Infiltrationstechniken:
- Spezialisten für Einsätze im Gebirge
- Spezialisten für amphibische Einsätze
- Fallschirm-Spezialisten
- Spezialisten für den Einsatz motorisierter Mittel

## Rekrutierung und Ausbildung
Die Erfüllung der oben genannten Aufträge erfordert von den Angehörigen des Armee-Aufklärungsdetachements eine überdurchschnittliche physische und psychische Leistungsfähigkeit. Deshalb werden die zukünftigen Angehörigen des AAD einem strengen und mehrstufigen Auswahlverfahren unterworfen. Die Kandidaten werden dabei detailliert auf ihre physische, psychische und intellektuelle Leistungsfähigkeit geprüft.

### Vorauswahl
Die Vorauswahl besteht aus einem zweitägigen Konditionstest für Kurzzeit- als auch Langzeitkondition, so zum Beispiel 60 Rumpfbeugen innerhalb von 2 Min. ohne Unterbruch oder ein 25-km-Eilmarsch innerhalb von 3,5 Stunden, dies in Tarnanzug, Kampfstiefeln und mit 25 kg Gepäck.

### Auswahl
Auch wenn der Anwärter diese Prüfungen gut oder überdurchschnittlich meistert, heisst das noch nicht, dass er im AAD 10 aufgenommen ist. Nach 3–4 Monaten folgt ein 3-wöchiger Auswahlkurs (engere Auswahl), in welchem die Kandidaten intensiv in allen Leistungsbereichen geprüft werden (körperlich, Persönlichkeit, Motivation u. v. a. m.). Sollte der Anwärter auch diese Auswahl bestehen, kann er nun einen Vertrag mit Probezeit unterschreiben, mit welchem er offiziell Angehöriger des Armee-Aufklärungsdetachements 10 wird.

### Ausbildung
Die Ausbildung zum Armee-Aufklärer dauert insgesamt ca. 18 Monate, wobei die Grundausbildung nach 52 Wochen abgeschlossen ist. Die Spezialisten- und Zugsausbildung wird nach der Grundausbildung gemäss den operationellen Bedürfnissen und Eignungen der jeweiligen Angehörigen des Armee-Aufklärungsdetachements durchgeführt.
Nebst der praktischen Ausbildung in den verschiedensten Einsatztechniken wird auch ein grosser Wert auf Weiterbildung im Bereich der Sprach-, Taktik-, Kommunikations- sowie Rechtskenntnisse etc. gelegt.
Die Ausbildung findet auch in Zusammenarbeit mit ausländischen Partnern statt. Entsprechende Verträge bestehen mit Belgien, Deutschland, Finnland, Frankreich, Grossbritannien, Italien, Norwegen, Österreich,
Schweden und der Ukraine.
Mit amerikanischen Streitkräften finde jedoch keine bilaterale Ausbildung statt. Es gibt jedoch Hinweise (die genauen Trainingspläne sind als geheim klassiert), dass einzelne Trainingseinheiten von ausländischen Spezialeinheiten, Ausbildern der US Navy SEALs, US Special Forces und des UK Special Air Service (SAS), geleitet werden.

## Ausrüstung
Zur Standard-Ausrüstung des AAD 10 gehören das Sturmgewehr SIG SG 553 SB sowie SIG 553 LB mit verschiedenen taktischen Visieren, das Scharfschützengewehr Sako TRG-42 mit dem Zielfernrohr 3-12x50 PMII, die Maschinenpistole MP5SD3 und MP14 von B&T, die Pistolen Glock 17 und Glock 26, Knieschutz, Kevlar-Helm, Splitterschutzweste, unterwassertaugliche Rechner und Übermittlungsgeräte, leistungsfähige Aufklärungsmittel und das Einsatzfahrzeug AGF SERVAL. Weiter verfügt die Einheit über Benelli-Schrotflinten, SIG-751-SAPR-Präzisionsgewehre und das LMg05.

## Geschichte
Die Spezialeinheit wurde im Bericht über die Konzeption der Armee XXI vom 24. Oktober 2001 (Armeeleitbild XXI) vorgesehen und gemäss der Verordnung über den Truppeneinsatz zum Schutz von Personen und Sachen im Ausland. im Jahr 2004 unter dem Kommando von Major Daniel Stoll nach dem Vorbild des britischen Special Air Service (SAS) formiert.
2010 fasste das Parlament alle taktischen und strategischen Mittel des Bundesrates für Krisen im Ausland unter dem Kommando Spezialkräfte (KSK) zusammen. Ein Jahr später hatte das AAD 10 seinen Sollbestand von 91 Elite-Soldaten erreicht. 2018 wurde die Elite-Einheit auf Grund der angespannteren internationalen Lage um elf Mann aufgestockt. Der Experte Bruno Lezzi ging von einem höheren Personalbedarf beim Schutz von Schweizer Botschaften im Ausland aus.
Während einer Cyberattacke, die der Russischen Föderation zugerechnet wurde, drangen Ende 2014 Unbekannte in Computer der RUAG ein. Sie erlangten dabei Zugriff auf Daten des Verteidigungsdepartements und verschafften sich geheime Unterlagen zum AAD 10, vermutlich auch die Identitäten der Soldaten der Einheit.

## Kritik
Der Bundesrat hatte seine Spezialeinheit öfters zu rechtfertigen. Der rechte Teil des politischen Spektrums sah durch die Auslandeinsätze das Prinzip der Neutralität der Schweiz und/oder durch die vermeintliche Zusammenarbeit mit der NATO deren Unabhängigkeit in Gefahr. In der linken Parteienlandschaft keimte die Besorgnis auf, dass das AAD 10 (im Inland) gegen politisch unliebsame (linke) Personen eingesetzt werden könnte. Politisch sogenannte «unheilige Allianzen» von beiden im Parlament endeten regelmässig in Grundsatzdebatten und verhinderten manchmal einen Einsatz, für den das AAD 10 eigentlich geeignet und bereit gewesen wäre. Auch gab es Medien, die versuchten, aus der Geheimhaltung seiner Tätigkeit Kapital zu schlagen. Bereits 2006 äusserte das Schweizer Wochenmagazin Die Weltwoche auf Grund der Ausbildungszusammenarbeit mit ausländischen Vertragspartnern (siehe oben) eine Befürchtung, die vom VBS nicht geteilt wurde: «weitere[n] heimliche[n] Schritte[n] auf dem Weg in die totale Kooperation mit ausländischen Armeen».
Nach dem erfolgreichen Einsatz des AAD 10 in Afghanistan verbreitete der Chef der Armee, Thomas Süssli, über Twitter ein Bild von sich mit vermummten Mitgliedern der Einheit. Dies sorgte insbesondere bei Sicherheitspolitikern für Empörung, zumal diese Einheit als geheim gilt. Gemäss VBS wurde die Veröffentlichung vorgängig genau geprüft. Die schweizerische Offiziersgesellschaft unterstützte die Veröffentlichung.

## Einsätze
Für den Einsatz der Spezialisten des AAD 10 mit 30 Mann zum Botschaftsschutz in Teheran 2006 wurde der Bundesrat vom Parlament gerügt, weil es nicht rechtzeitig informiert worden sei. Das AAD 10 war am 16. August 2007 offiziell einsatzbereit und nahm im gleichen Jahr im Rahmen der Partnerschaft für den Frieden (Schweiz ist Mitglied seit 1996) an der multinationalen NATO-Übung Cold Response 2007 in Norwegen teil. 2009 waren alternative Pläne des AAD 10 zur Befreiung der Geisel Max Göldi aus seiner libyschen Gefangenschaft weit fortgeschritten, wurden aber vom Bundesrat nicht in Kraft gesetzt. Im gleichen Jahr fand die Absicht des Bundesrates, das AAD 10 gegen somalische Piraten einzusetzen, keine parlamentarische Mehrheit.
2012 löste ein Detachement des AAD 10 die umstrittene private Söldnerfirma Aegis bei der Bewachung der Schweizer Botschaft bis 2014 in Tripolis ab. Ein analoger Einsatz im Kosovo wurde vom Bundesrat nicht dementiert. Ein Jahr später glaubten die Nationalräte Lukas Reimann (via das Boulevardblatt Blick) und Geri Müller (in der Fragestunde des Nationalrates), über Informationen über einen nicht parlamentarisch genehmigten militärischen Einsatz des AAD 10 in Mali zu verfügen. Der Bundesrat verneinte die Präsenz des AAD 10 in Mali in beiden Fällen.
2020 wurde publik, dass der Bundesrat erwägt, Entwicklungshelfer der Direktion für Entwicklung und Zusammenarbeit in Afghanistan durch Schweizer Spezialkräfte zu schützen. Dies kam nicht zustande.
2021 wurden sechs Mitglieder des AAD 10 nach Afghanistan entsandt, um die Rückführung von insgesamt 280 Schweizern und Personen mit Verbindungen zu den Schweizer Vertretungen nach dem Vormarsch der Taliban zu organisieren. Der Einsatz soll unbewaffnet gewesen sein. Unterstützt wurden die Einheiten von einer finnischen Söldnerfirma.
2022 eskortierten Mitglieder der Einheit den Schweizer Botschafter Claude Wild und das Botschaftspersonal aus der ukrainischen Hauptstadt Kiew nach dem Angriff Russlands.
Während der Krise im Sudan, welche am 15. April 2023 startete, wurde das AAD 10 zur Evakuation der Schweizer Bürger eingesetzt. Es ist aber unklar, in welchem Umfang die Einheit eingesetzt wurde.

## Dokumentation
- AAD10 – Im Dienst der Eidgenossenschaft. In: SRF Dok. 3. November 2022 (49 Min.; YouTube).